# MKE安卡華高古
MKE安卡華高古（土耳其語：MKE Ankaragücü），全名安卡華高古機械及化學品工業公司（土耳其語：Makina Kimya Endüstrisi Ankaragücü；土耳其語發音：[ˈankaɾaɟyd͡ʒy]），是一支位於土耳其首都安卡拉的一支職業足球會。球隊主場球衣是黃色及深藍色，主場是埃利亚曼体育场。
球會曾於1972年和1981年兩奪土耳其盃冠軍，亦曾兩度贏得次級聯賽冠軍，業餘年代時贏過5次安卡拉足球聯賽冠軍。球隊的宿敵是真格拿拜列治。
安卡華高古亦設有單車會、跆拳道會及女子排球會，自2009/10球季起女子排球會始出戰土耳其女子排球聯賽。